# Lijst van nummer 1-hits in De Afrekening in 2000
Deze nummers stonden in 2000 op nummer 1 in De Afrekening van Studio Brussel:
| Datum                           | Artiest               | Titel                  |
| ------------------------------- | --------------------- | ---------------------- |
| 2 januari (Eindafrekening 1999) | dEUS                  | Instant Street         |
| 9 januari                       | An Pierlé             | Mud Stories            |
| 16 januari                      | An Pierlé             | Mud Stories            |
| 23 januari                      | An Pierlé             | Mud Stories            |
| 30 januari                      | An Pierlé             | Mud Stories            |
| 6 februari                      | Muse                  | Muscle Museum          |
| 13 februari                     | Muse                  | Muscle Museum          |
| 20 februari                     | Muse                  | Muscle Museum          |
| 27 februari                     | Muse                  | Muscle Museum          |
| 5 maart                         | Red Hot Chili Peppers | Otherside              |
| 12 maart                        | Red Hot Chili Peppers | Otherside              |
| 19 maart                        | Red Hot Chili Peppers | Otherside              |
| 26 maart                        | Red Hot Chili Peppers | Otherside              |
| 2 april                         | Red Hot Chili Peppers | Otherside              |
| 9 april                         | Bomfunk MC's          | Freestyler             |
| 16 april                        | Bomfunk MC's          | Freestyler             |
| 23 april                        | Bomfunk MC's          | Freestyler             |
| 30 april                        | Slipknot              | Wait And Bleed         |
| 7 mei                           | Slipknot              | Wait And Bleed         |
| 14 mei                          | Slipknot              | Wait And Bleed         |
| 21 mei                          | Slipknot              | Wait And Bleed         |
| 28 mei                          | Slipknot              | Wait And Bleed         |
| 4 juni                          | Therapy?              | Six Mile Water         |
| 11 juni                         | Live                  | They Stood Up For Love |
| 18 juni                         | Live                  | They Stood Up For Love |
| 25 juni                         | Live                  | They Stood Up For Love |
| 2 juli                          | Live                  | They Stood Up For Love |
| 9 juli                          | Live                  | They Stood Up For Love |
| 16 juli                         | Live                  | They Stood Up For Love |
| 23 juli                         | Live                  | They Stood Up For Love |
| 30 juli                         | Live                  | They Stood Up For Love |
| 6 augustus                      | Live                  | They Stood Up For Love |
| 13 augustus                     | Live                  | They Stood Up For Love |
| 20 augustus                     | Krezip                | I Would Stay           |
| 27 augustus                     | Krezip                | I Would Stay           |
| 3 september                     | Krezip                | I Would Stay           |
| 10 september                    | K's Choice            | Almost Happy           |
| 17 september                    | K's Choice            | Almost Happy           |
| 24 september                    | K's Choice            | Almost Happy           |
| 1 oktober                       | K's Choice            | Almost Happy           |
| 8 oktober                       | K's Choice            | Almost Happy           |
| 15 oktober                      | Radiohead             | The National Anthem    |
| 22 oktober                      | Radiohead             | The National Anthem    |
| 29 oktober                      | Radiohead             | The National Anthem    |
| 5 november                      | Limp Bizkit           | My Generation          |
| 12 november                     | Limp Bizkit           | My Generation          |
| 19 november                     | Limp Bizkit           | My Generation          |
| 26 november                     | Coldplay              | Trouble                |
| 3 december                      | Coldplay              | Trouble                |
| 10 december                     | 3 Doors Down          | Kryptonite             |
| 17 december                     | 3 Doors Down          | Kryptonite             |
| 24 december                     | 3 Doors Down          | Kryptonite             |

- Nederland (Top 40)
- Nederland (Single Top 100)
- Nederland (3FM Mega Top 50)
- Vlaanderen (Radio 2 Top 30)
- Vlaanderen (Ultratop 50)
- Vlaanderen (De Afrekening)
- Wallonië
- Australië
- Denemarken
- Duitsland
- Frankrijk
- Italië
- Noorwegen
- Verenigd Koninkrijk
- Verenigde Staten (Hot 100)